# Hit Me TV
HIT ME TV is een Nederlandse indierock band uit Amsterdam.

## Biografie
In 2008 bracht de band het titelloze debuutalbum uit, onder platenmaatschappij The Entertainment Group. Datzelfde jaar stond de band op Noorderslag, Marktrock en Lowlands. Tussen 2008 en 2013 toerde de band door Nederland, België, Engeland en Finland.
Het debuutalbum “Hit Me TV” kreeg in 2008 recensies van media. De plaat kwam officieel alleen uit in Nederland, België en Finland.
Na twee jaar van toeren trok de band zich terug om twaalf nieuwe nummers te schrijven. Ondertussen ging hun platenmaatschappij The Entertainment Group failliet. Daardoor bracht HIT ME TV het tweede album ´IIII III I´ uit in eigen beheer. Net als het eerste album werd het geproduceerd door Frank Duchêne(Hooverphonic, Ozark Henry, Soulwax). 
Sinds 2013 heeft de band niet meer opgetreden en geen nieuw materiaal uitgebracht. Menno Timmerman, als A&R manager betrokken bij Nederlandse acts als Kensington, Krezip en Ilse de Lange, overtuigde de band in 2018 om weer de studio in te gaan. Op donderdag 4 april 2019 bracht Hit Me TV de single Your Head, My Beat uit.

## Bandleden
- Jaap Warmenhoven (zang, toetsen)
- Frank van Roessel (gitaar, zang)
- Thijs van Vuure (bas)
- Bow Evers (drums)

## Discografie

### Albums
- 2008 - HIT ME TV
- 2012 - IIII III I

### Singles
- 2008 - Maybe The Dancefloor
- 2008 - A Public Thing
- 2009 - Not A Real Talent
- 2012 - New York Kids
- 2012 - The Industry
- 2019 - Your Head, My Beat